# ケイ・キャット (ゲーム会社)
ケイ・キャットは、かつて大阪府堺市に本社を置き、ゲームセンターを運営していた企業とそのブランド名。社名は「KANSAI COMFORTABLE AMUSEMENT THEATER」の頭文字をとっている。
なお、枚方市・八幡市と精華町・京田辺市をまたぐ京阪東ローズタウンをサービスエリアとして運営していたケーブルテレビ局のケイ・キャット（旧京阪ケーブルテレビ。現在はケイ・オプティコムに統合し法人廃止）とは資本・人材とも関係がない。

## 概要
1997年10月に資本金5000万円で設立し、1998年2月に第1号店となる橿原店を開店。2000年11月に株式会社に改組。「KCAT」の名称で、主に京阪神地域を中心としたロードサイドや大型商業施設に店舗を展開し、2007年には3月と9月の2回にわたり、関連会社を吸収合併し、延べ12店舗に拡大。売上高約40億円（2009年2月期）をマークした。
しかし、携帯電話のアプリによるゲームソフトの提供やレジャーの多様化などから経営が低迷し、消費税負担などが重なって資金繰りが悪化。さらに、2013年2月期は減価償却負担の影響もあり約2億円近い赤字を計上した他、2014年2月期の売上高も約24億円に低迷、経営危機に立たされた。このため、2013年と2014年に12店中、大津店と京都南店の2店舗を閉鎖し、2014年4月から2017年3月までの3年間の計画で、中小企業再生支援協議会の支援を得て、返済猶予処置を受けて財務体質の改善を図っていたが、依然として業績回復の傾向には至らず、資金繰りも限界になっていたことから、猶予期間途中の2015年1月25日に全10店舗を閉鎖して事業停止。同年1月29日に大阪地方裁判所から破産手続開始決定を受けた。負債額は約16億円。そして2017年9月8日に法人格が消滅した。
阪堺線大小路停留場〜宿院停留場間にあった本社ビルは破産手続開始後に売却・解体され、本社跡地は2019年現在は駐車場となっている。最後まで営業していた10店舗の内、5店舗の跡地は同業者が引き継ぎ、鈴鹿店・草津店・加古川店・ツインゲート店の4店は、岡山市に本社を置くアミパラが2015年7月から2016年4月にかけて、アミパラの店舗として再オープンした他、イオンタウン磐田店も長野市に本社を置くYAZアミューズメント（2019年1月に親会社の共和コーポレーションへ吸収合併）が2016年3月にYAZの店舗として再オープンしている。

## 営業していた店舗
経営破綻時点で営業していた店舗
- アミパラの店舗となった店舗
  - 加古川店（兵庫県加古川市）
  - 草津店（滋賀県草津市） - アミパラへの譲渡後もJJタウン内で営業していたが、2018年11月に移転。
  - 鈴鹿店（三重県鈴鹿市）
  - ツインゲート店（奈良県橿原市） - アミパラへの譲渡後にアミパラ橿原店へ変更。
- YAZアミューズメント→共和コーポレーションの店舗となった店舗
  - イオンタウン磐田店（静岡県磐田市） - YAZアミューズメントへの譲渡後にYAZ磐田店へ変更されたが、2021年4月にアピナ磐田店へ再度変更。
- 同業者へ引き継がれなかった店舗
  - 外環東大阪店（大阪府大東市） - 同居していたAprecio外環東大阪店もケイ・キャットの事業停止と同時に閉店。跡地には2017年3月にコーナンPRO外環大東店が開業
  - イオンタウン東大阪店（大阪府東大阪市）
  - 京八幡店（京都府八幡市） - 跡地には2017年7月にマナベインテリアハーツ八幡店が開業
  - 紀ノ川店（和歌山県和歌山市） - 跡地には2016年6月に快活CLUB紀ノ川大橋店が開業
  - 津藤方店（三重県津市） - 破産手続開始後に売却・解体。2018年現在は更地

経営破綻前に閉店した店舗
- 泉佐野店（大阪府泉佐野市） - 2006年3月閉店
- 橿原店（奈良県橿原市） - 2006年5月閉店
- 大津店（滋賀県大津市） - パワーセンター大津内に出店していたが、2013年9月閉店
- 京都南店（京都府京都市） - 2014年3月閉店